# Flandern-Rundfahrt 2008
Die Flandern-Rundfahrt 2008 war die 92. Austragung des Rad-Klassikers Flandern-Rundfahrt. Es wurde am 6. April 2008 über eine Distanz von 264 km ausgetragen. Das Rennen wurde von Stijn Devolder vor Nick Nuyens und Juan Antonio Flecha gewonnen.

## Teilnehmende Mannschaften
| ProTeams (18)- Lampre - Quick Step - Silence-Lotto - Rabobank - AG2R-La Mondiale - Bouygues Telecom - Cofidis-Le Crédit par Téléphone - Crédit agricole - La Française des jeux - Astana - Caisse d'Épargne - Euskaltel-Euskadi - Gerolsteiner - Liquigas - Saunier Duval-Scott - CSC - High Road - Team Milram Professional Continental Teams (7)- Landbouwkrediet-Tönissteiner - Topsport Vlaanderen - Mitsubishi-Jartazi - Barloworld - Cycle Collstrop - Skil-Shimano - Slipstream-Chipotle |
| |

## Ergebnis
|    | Fahrer              | Land               | Team                            | Zeit       |
| -- | ------------------- | ------------------ | ------------------------------- | ---------- |
| 1  | Stijn Devolder      | Belgien            | Quick Step                      | 6h 24' 02" |
| 2  | Nick Nuyens         | Belgien            | Cofidis–Le Crédit par Téléphone | + 15"      |
| 3  | Juan Antonio Flecha | Spanien            | Rabobank                        | gl. Zeit   |
| 4  | Alessandro Ballan   | Italien            | Lampre                          | + 21"      |
| 5  | George Hincapie     | Vereinigte Staaten | Team High Road                  | gl. Zeit   |
| 6  | Filippo Pozzato     | Italien            | Liquigas                        | gl. Zeit   |
| 7  | Kurt Asle Arvesen   | Norwegen           | Team CSC                        | gl. Zeit   |
| 8  | Greg Van Avermaet   | Belgien            | Silence-Lotto                   | gl. Zeit   |
| 9  | Simon Špilak        | Slowenien          | Lampre                          | gl. Zeit   |
| 10 | Allan Johansen      | Dänemark           | Team CSC                        | gl. Zeit   |